# Альден, Соня
Соня Альден (швед. Sonja Aldén, род. 20 декабря 1977) — шведская певица, автор песен.

## Биография
Окончила школу Adolf Fredriks Musikklasser в Стокгольме. В 2006, 2007 и 2012 годах принимала участие в музыкальном фестивале Melodifestivalen. Также выступила автором песни «Night of Passion» хард-рок группы The Poodles, которая участвовала в Melodifestivalen в 2006 году.
Сотрудничала с другими известными шведскими певицами, такими как Shirley Clamp и Sanna Nielsen.

## Дискография

### Альбомы
- Till dig (2007)
- Under mitt tak (2008)
- I gränslandet (2012)
- I andlighetens rum (2013)
- Jul i andlighetens rum (2014)
- Meningen med livet (2017)

### Синглы
- Etymon (2006)
- För att du finns (2007)
- Här står jag (2007)
- Det är inte regn som faller (2007)
- Nån som du (2008)
- Välkommen hem (2008)
- Du får inte (2008)
- Innan jag släcker lampan (2010)
- Närmare (2011)

### Совместные записи с Shirley Clamp и Sanna Nielsen
- Our Christmas (2008)
- Vår jul (2010)